# Альт-Цахун
Альт-Цахун (нем. Alt Zachun) — община в Германии, в земле Мекленбург-Передняя Померания.
Входит в состав района Людвигслуст. Подчиняется управлению Хагенов-Ланд.  Население составляет 369 человек (на 31 декабря 2010 года). Занимает площадь 8,43 км².